# Карикари, Кваме
Кваме Ампонса Карикари (англ. Kwame Amponsah Karikari; 21 января 1992, Хо) — ганский футболист, нападающий.

## Карьера

### Клубная
Футболом начал заниматься в «Интернешнл Эллиес» из города Хо. В 2009 году главным тренером был переведён в основной состав. За полтора года выступлений в ганской Первой лиге Карикари сумел отличиться 13 раз. Его игру заприметили спортивный директор АИКа Йенс Андерссон и глава селекционной службы клуба Бьёрн Весстрём и предложили ему заключить контракт. В результате 31 марта 2011 года ганец подписал рабочее соглашение со стокгольмцами сроком на три года. Он был призван занять место отданных в аренду Понтуса Энгблома и Юссуфа Салеха и заменить в линии нападения Мохамеда Бангуру, попавшего в сферу интересов нескольких европейских клубов, в том числе московского «Локомотива», в случае его ухода. К команде присоединился в конце апреля, после решения всех проблем с оформлением визы и окончания молодёжного чемпионата Африки. Дебют Кваме в чемпионате Швеции состоялся 7 мая в игре с «Хеккеном», когда главный тренер Андреас Альм за несколько минут до окончания встречи выпустил его на поле вместо Адмира Чатовича. В середине июля в связи с травмой Мохамеда Бангуры он стал регулярно появляться в стартовом составе. 15 августа в матче 21-го тура Аллсвенскана с «Норрчёпингом» он открыл свой бомбардирский счёт, принеся своей команде выездную победу.
В конце марта 2012 года был отдан в аренду на полгода в «Дегерфорс», выступающий в Суперэттане. Его дебют в новом клубе состоялся 8 апреля в игре первого тура против «Йёнчёпинг Сёдры». За отведённые ему 79 минут Кваме ничем отметиться не смог, а вышедший вместо него на поле Александр Андерссон сумел отквитать один гол. В результате чего их команда ушла от разгрома, уступив со счётом 1:3.
31 августа 2016 года подписал двухлетний контракт с клубом «Сталь» (Каменское)

### В сборных
В апреле 2011 года в составе молодёжной сборной Ганы принимал участие в молодёжном кубке Африки, проходившем в ЮАР. На этом турнире Карикари сыграл две встречи, в обоих выходя на замену в конце игры. В матче с Нигерией он заменил на 82-й минуте Эбо Андо, а в игре с Камеруном — Шаибу Зида. Сборная Ганы заняла третье место в группе, что не позволило ей выйти в плей-офф чемпионата.

## Достижения
- Серебряный призёр чемпионата Швеции: 2011